# Mihai Constantinescu
Mihai Constantinescu (Băile Govora, 20 agosto 1932) è un regista e sceneggiatore romeno.

## Filmografia

### Regista
- Pe litoral mi-a rămas inima (1961)
- Opt minute de vis (1965)
- Cîntecele mării (1971) - Assistente alla regia
- Despre o anumită fericire (1973)
- Tată de duminică (1975)
- Singurătatea florilor (1976)
- Premiera (1976)
- Lumini și umbre (1981-1982) - Film TV
- Eroii nu au vârstă (1984) - Serie TV
- Să-ți vorbesc despre mine (1987)
- Un oaspete la cină (1987)

### Sceneggiatore
- Opt minute de vis (1965)
- Să-ți vorbesc despre mine (1987)

### Attore
- I daci (Dacii) (1967)
- Reteaua "S" (1980)